# Kazimierz Urbaniak (biathlonista)
Kazimierz Urbaniak (ur. 21 lutego 1965 w Wałbrzychu) – polski biathlonista i narciarz, mistrz Polski w biathlonie, mistrz Niemiec w narciarstwie, reprezentant Polski.

## Życiorys
Był zawodnikiem Górnika Wałbrzych (1983-1988), niemieckiego SC Monte Kaolino Hirschau (1988-1995), Melafiru Czarny Bór (1994-1995) i Biathlonu Wałbrzych (1996).

### Biathlon
Reprezentował Polskę na mistrzostwach świata seniorów w 1986 (33. miejsce w sprincie, 13 m. w sztafecie) i 1987 (34 m. w biegu indywidualnym i 50 m. w sprincie).
W 1998 zdobył brązowy medal mistrzostw świata w biathlonie letnim, w sztafecie 4 x 6 km (z Grzegorzem Grzywą, Tomaszem Sikorą i Wojciechem Kozubem).
Na mistrzostwach Polski seniorów wywalczył 4 medale:
- 1986: 1. m. w sztafecie (w barwach Górnika Wałbrzych)
- 1987: 1 m. w sprincie, 1. m. w sztafecie (w barwach Górnika Wałbrzych)
- 1996: 2. m. w sztafecie (w barwach Biathlonu Wałbrzych).

### Narciarstwo
W 1994 zwyciężył w Biegu Piastów, w 1995 w Biegu Gwarków. Na mistrzostwach Niemiec seniorów zdobył w barwach SC Monte Kaolino Hirschau dwa złote medale w sztafecie 4 x 10 km (1994, 1995). Na mistrzostwach Polski seniorów zdobył w barwach Melafiru Czarny Bór dwa brązowe medale w sztafecie 3 x 10 km (w 1995 i 1996).